# Желтов, Алексей Сергеевич
Алексей Сергеевич Желто́в (1904—1991) — советский военачальник. Начальник Главного политического управления Министерства обороны СССР (1953—1958), генерал-полковник (1944). Герой Советского Союза (1978).

## Биография
Родился 15 (28 августа) 1904 года в Харькове Харьковской губернии Российской империи в семье рабочего.
В 1917 году семья переехала в поселок Бытошь (Дятьковский район Брянской области), где Алексей Сергеевич учился в школе и работал на стекольном заводе до 1924 года: рассыльный, канцелярист, счетовод.
С 1924 года в РККА. В 1927 году окончил 2-ю Московскую пехотную школу, в августе 1927 года был назначен командиром взвода 44-го стрелкового полка.
В 1929 году вступил в ВКП(б).
В 1930 году был назначен помощником командира роты 44-го стрелкового полка, в 1931 году стал командиром роты 44-го стрелкового полка.
- 1933 — назначен инструктором физической подготовки 11-й тяжёлой бомбардировочной авиабригады.
- 1934 — назначен помощником командира роты 44-го стрелкового полка.

В 1937 году окончил Военную академию имени М. В. Фрунзе в звании полкового комиссара, был назначен военкомом 24-й Самаро-Ульяновской Железной стрелковой дивизии РККА.
В 1938 году окончил Военно-политические курсы.
- 1939 — приказом НКО СССР № 03331 назначен членом Военного совета Приволжского военного округа.
- в июле 1939 года члену Военного совета Приволжского ВО А. С. Желтову присвоено звание дивизионный комиссар.
- 1940 — присвоено звание корпусной комиссар.

С февраля 1941 по август 1941 член Военного совета Дальневосточного фронта.
С сентября 1941 по июль 1942 года член Военного совета Карельского фронта, 63-й армии (с июля 1942), Донского (с сентября 1942), Юго-Западного (с октября 1942), 3-го Украинского (с октября 1943) фронтов.
- В 1946—1950 годах — депутат Верховного Совета СССР, член Военного совета Центральной группы войск и заместитель Верховного комиссара СССР в Австрии (1945—1950)[2]
- Член Военного совета Туркестанского военного округа (1950—1951)[2]; одновременно депутат Верховного Совета Узбекской ССР 3-го созыва,
- С января 1951 по 1953 год — начальник Главного управления кадров Советской Армии[2].
- С апреля 1953 по 1957 — начальник Главного политического управления Советской Армии и ВМФ[2].
- В 1954—1962 годах — депутат Верховного Совета СССР.
- В 1957 был одним из самых активных участников «антижуковской» кампании, последующей за снятием с должности министра обороны маршала Г. К. Жукова.

С января 1958 по май 1959 года — заведующий Административным отделом ЦК КПСС. С июня 1959 по 1971 год — начальник Военно-политической академии им. В. И. Ленина.
- В 1960-1965 годах принимал участие в подготовке 6-ти томного труда "История Великой отечественной войны Советского Союза 1941-145" выпущенного Военным издательством Министерства обороны СССР[3].
- В 1971—1991 годах — военный консультант Группы генеральных инспекторов Министерства обороны СССР.
- В 1981—1987 годах — председатель Советского комитета ветеранов войны (в 1970-х годах был заместителем председателя этого комитета)[4].

Умер 29 октября 1991 года. Похоронен на Введенском кладбище (29 уч.).

## Воспоминания современников
Симонов К. М. Разные дни войны. Дневник писателя. Т. 2. 1942—1945 годы:
Желтов оказался высоким мужчиной атлетического телосложения, с такими широкими плечами, что посаженная на них довольно крупная голова все равно казалась из-за этих плечей маленькой. Он был подстрижен ёжиком, на простом лице умные, острые глаза.
..... Он произвел на нас впечатление человека, привыкшего к четкости и пунктуальности, человека дела, который отвечает за каждое слово и бережет каждую минуту.

....Он не забыл упомянуть, что в свое время держал в академии первое место по многоборью и лыжам и до сих пор регулярно всегда, когда есть возможность, встает рано утром и до начала работы ходит на лыжах. Сказал об этом; с удовольствием страстно любящего спорт человека.

## Воинские звания
- Дивизионный комиссар (22.7.1937);
- корпусной комиссар (19.6.1940);
- генерал-лейтенант (6.12.1942);
- генерал-полковник (13.9.1944).

## Награды
- Медаль «Золотая Звезда» (21.02.1978 № 11292);
- шесть орденов Ленина (24.3.1943, 20.06.1949, 28.8.1954, 29.8.1964, 21.2.1978, 27.8.1984);
- орден Октябрьской Революции (27.8.1974);
- четыре ордена Красного Знамени[2] (17.9.1943, 3.11.1944, ??.??.1944, 22.2.1968);
- орден Суворова I степени[2] (13.9.1944);
- два ордена Кутузова I степени[2] (19.3.1944, 28.4.1945);
- орден Отечественной войны I степени (11.3.1985);
- орден Красной Звезды[2]
- орден «Знак Почёта»[2]
- медали[2]
- девять иностранных орденов[2]

## Память
- Бюст в музее Военного института в Санкт-Петербурге.
- Памятный знак в селе Смородино Запорожской области.

## Воспоминания
- Желтов А. С. Операции «Уран» и «Малый Сатурн»// Битва за Сталинград. — 4-е изд. — Волгоград: Нижне-Волжское книжное издательство, 1973. — С. 314—331.
- Желтов А. С. Юго-Западный фронт в контрнаступлении под Сталинградом // Военно-исторический журнал. — 1967. — № 11. — С. 57—69.
- Желтов А. С. На правом фланге // Военно-исторический журнал. — 1979. — № 12. — С. 32—40; 1980. — № 1. — С. 47—54.
- Желтов А. С. Освобождение Венгрии // Военно-исторический журнал. — 1974. — № 10. — С. 43—50.

## Критика
Леонид Млечин в газетной статье упрекал Желтова в игнорировании подвига фронтовика Печерского в Собиборе.